# Microstylum proximum
Microstylum proximum là một loài ruồi trong họ Asilidae. Microstylum proximum được Oldroyd miêu tả năm 1960. Loài này phân bố ở vùng nhiệt đới châu Phi.